# یو ۸۵
سیارک ۸۵ (به انگلیسی: 85 Io) هشتاد و پنجمین سیارک کشف شده‌است که در ۱۹ سپتامبر ۱۸۶۵ کشف شد.
قدر مطلق سیارک برابر ۷٫۶۱ است.